# Liste der Bodendenkmale in Werben (Spreewald)
In der Liste der Bodendenkmale in Werben sind alle Bodendenkmale der brandenburgischen Gemeinde Werben und ihrer Ortsteile aufgelistet. Grundlage ist die Veröffentlichung der Landesdenkmalliste mit dem Stand vom 31. Dezember 2020.
Die Baudenkmale sind in der Liste der Baudenkmale in Werben (Spreewald) aufgeführt.
|    | Gemarkung     | Flur | Kurzansprache | Bodendenkmalnummer | Bemerkung | Bild |
| -- | ------------- | ---- | --- | ------------------ | --------- | ---- |
| 1  | Werben (Lage) | 8    | Burgwall slawisches Mittelalter, Siedlung slawisches Mittelalter, Burgwall deutsches Mittelalter | 120052             |           |      |
| 2  | Werben (Lage) | 5    | Burgwall slawisches Mittelalter | 120061             |           |      |
| 3  | Werben (Lage) | 7    | Siedlung slawisches Mittelalter, Siedlung Eisenzeit, Siedlung Bronzezeit | 120062             |           |      |
| 4  | Werben (Lage) | 1    | Siedlung römische Kaiserzeit | 120063             |           |      |
| 5  | Werben (Lage) | 5, 6 | Siedlung Bronzezeit, Siedlung Eisenzeit | 120064             |           |      |
| 6  | Werben (Lage) | 1, 5 | Kirche Neuzeit, Turmhügel deutsches Mittelalter, Dorfkern Neuzeit, Dorfkern deutsches Mittelalter, Turmhügel Neuzeit, Siedlung Bronzezeit, Friedhof deutsches Mittelalter, Siedlung Eisenzeit, Friedhof Neuzeit, Kirche deutsches Mittelalter | 120065             |           |      |
| 7  | Werben (Lage) | 2    | Siedlung Bronzezeit | 120237             |           |      |
| 8  | Werben (Lage) | 1    | Gräberfeld Bronzezeit | 120238             |           |      |
| 9  | Werben (Lage) | 5    | Siedlung slawisches Mittelalter | 120239             |           |      |
| 10 | Werben (Lage) | 3    | Siedlung Bronzezeit | 120240             |           |      |
| 11 | Werben (Lage) | 5    | Siedlung Urgeschichte, Siedlung slawisches Mittelalter | 120241             |           |      |
| 12 | Werben (Lage) | 1, 7 | Siedlung Eisenzeit, Siedlung slawisches Mittelalter | 120242             |           |      |
| 13 | Werben (Lage) | 1, 7 | Siedlung Bronzezeit, Siedlung Eisenzeit | 120243             |           |      |
| 14 | Werben (Lage) | 5    | Siedlung Bronzezeit, Siedlung Eisenzeit, Siedlung slawisches Mittelalter | 120244             |           |      |
| 15 | Werben (Lage) | 2    | Siedlung slawisches Mittelalter | 120246             |           |      |
| 16 | Werben (Lage) | 8    | Siedlung Bronzezeit, Siedlung Eisenzeit, Siedlung slawisches Mittelalter | 120247             |           |      |
| 17 | Werben (Lage) | 8    | Siedlung Bronzezeit, Siedlung Eisenzeit | 120248             |           |      |
| 18 | Werben (Lage) | 8    | Siedlung slawisches Mittelalter | 120249             |           |      |
| 19 | Werben (Lage) | 8    | Siedlung Urgeschichte | 120250             |           |      |
| 20 | Werben (Lage) | 8    | Siedlung Bronzezeit, Siedlung Eisenzeit | 120252             |           |      |
| 21 | Werben (Lage) | 8    | Dorfkern Neuzeit, Siedlung slawisches Mittelalter, Siedlung Bronzezeit, Siedlung Eisenzeit, Dorfkern deutsches Mittelalter, Turmhügel deutsches Mittelalter                                                                                   | 120254             |           |      |